# هشيش مخملي
هشيش مخملي (الاسم العلمي: Psathyrella velutina) هو نوع من الفطريات يتبع جنس الهشيش من الفصيلة الهشيشية.